# فضيحة التطعيم ضد فيروس كورونا في الأرجنتين
فضيحة التطعيم ضد كوفيد-19 في الأرجنتين، والمعروفة في الأرجنتين باسم (vacunatorio VIP) ("تطعيم VIP" أو "مركز تطعيم VIP" باللغة الإنجليزية)، هي فضيحة سياسية تتعلق بتطبيق لقاحات كوفيد-19 في وزارة الصحة الأرجنتينية، حيث تم تطعيم المواطنين الذين لم يكونوا مخولين بعد بموجب البروتوكول الرسمي لتلقي اللقاح.
كانت الأديبة والمفكرة بياتريس سارلو [الإنجليزية] أول من ندد بالفضيحة، حيث كشفت أنها عُرض عليها أن تتلقى اللقاح "تحت الطاولة"، لكنها رفضت تحديد هوية الأشخاص الذين عرضوا عليها ذلك. وفي مواجهة الشكوى، أشار فرنان كيروس، وزير الصحة في مدينة بوينس آيرس المتمتعة بالحكم الذاتي، إلى أن هذا لم يحدث في ولايته القضائية.
أما الإفصاح الثاني فكان من قبل الصحفي هوراسيو فيربيتسكي، الذي قال إنه تم تطعيمه في مكاتب وزارة الصحة، التي كان يقودها آنذاك خينيس غونزاليس غارسيا. أدى هذا إلى الطلب الفوري من غونزاليس غارسيا بالاستقالة من قبل رئيس الأرجنتين ألبرتو فرنانديز. تم استبداله بنائبة الوزير آنذاك، كارلا فيزوتي. وأمر فيزوتي بنشر قائمة الملقحين تحت إشراف وزارة الصحة، والتي بلغ عددها سبعين شخصًا، مشيرًا إلى أن الغالبية العظمى منهم من الموظفين الاستراتيجيين، ونفى وجود "مركز تطعيم VIP" يعمل في الوزارة، وأفاد بأنه "وضع خاص للغاية واستثنائي وخاطئ وأن التدابير اللازمة قد اتخذت".
وقعت الفضيحة في سياق نقص اللقاحات، والشائعات حول التطعيم بسبب المحسوبية أو النزعة السياسية، واستخدام مباني الأحزاب السياسية للمتطوعين لتسجيل السكان للتطعيم.
قارنت بعض وسائل الإعلام الحدث بفضيحة لقاح كوفيد-19 التي حدثت في بيرو، والمعروفة باسم (Vacunagate). كما قارنت وسائل إعلام أخرى الأمر بالفضيحة التي حدثت في تشيلي، حيث تبين أن 37 ألف شخص، تحت سن الستين عامًا ولا يعانون من أمراض مزمنة لا تنتمي إلى الفئات ذات الأولوية، تم تطعيمهم قبل الوقت المحدد في جدول التطعيم الخاص بهم.

## خلفية
في الأرجنتين، تم تخصيص لقاح سبوتنيك V المضاد لكوفيد-19 ليتم تطبيقه على السكان الذين يعتبرون أساسيين أو معرضين للخطر، من خلال جدول وبروتوكول تم إنشاؤه في حملة التطعيم في البلاد ضد كوفيد-19.
خلال الأسابيع السابقة، تم الكشف عن حالات لسياسيين وناشطين سياسيين وأشخاص آخرين لم يكونوا ضمن المجموعات المسموح لها بتلقي اللقاح ولكنهم تلقوه مع ذلك.
صرح أليخاندرو سيليلو، النائب الثاني لرئيس مجلس الشيوخ في بوينس آيرس، أن 400 لقاح اختفت وظهرت في مستشفى أولافاريا للأورام، وقال إن هذا يرجع إلى "قضايا صحية أيديولوجية وليست تقنية".
نددت المفكرة بياتريس سارلو بعرض التطعيم عليها "تحت الطاولة"، لكنها رفضت تحديد هوية الأشخاص الذين عرضوا عليها ذلك عندما سُئلت، قائلة بسخرية "لقد عرضوا ذلك علي من كوكب المريخ".

## الأحداث

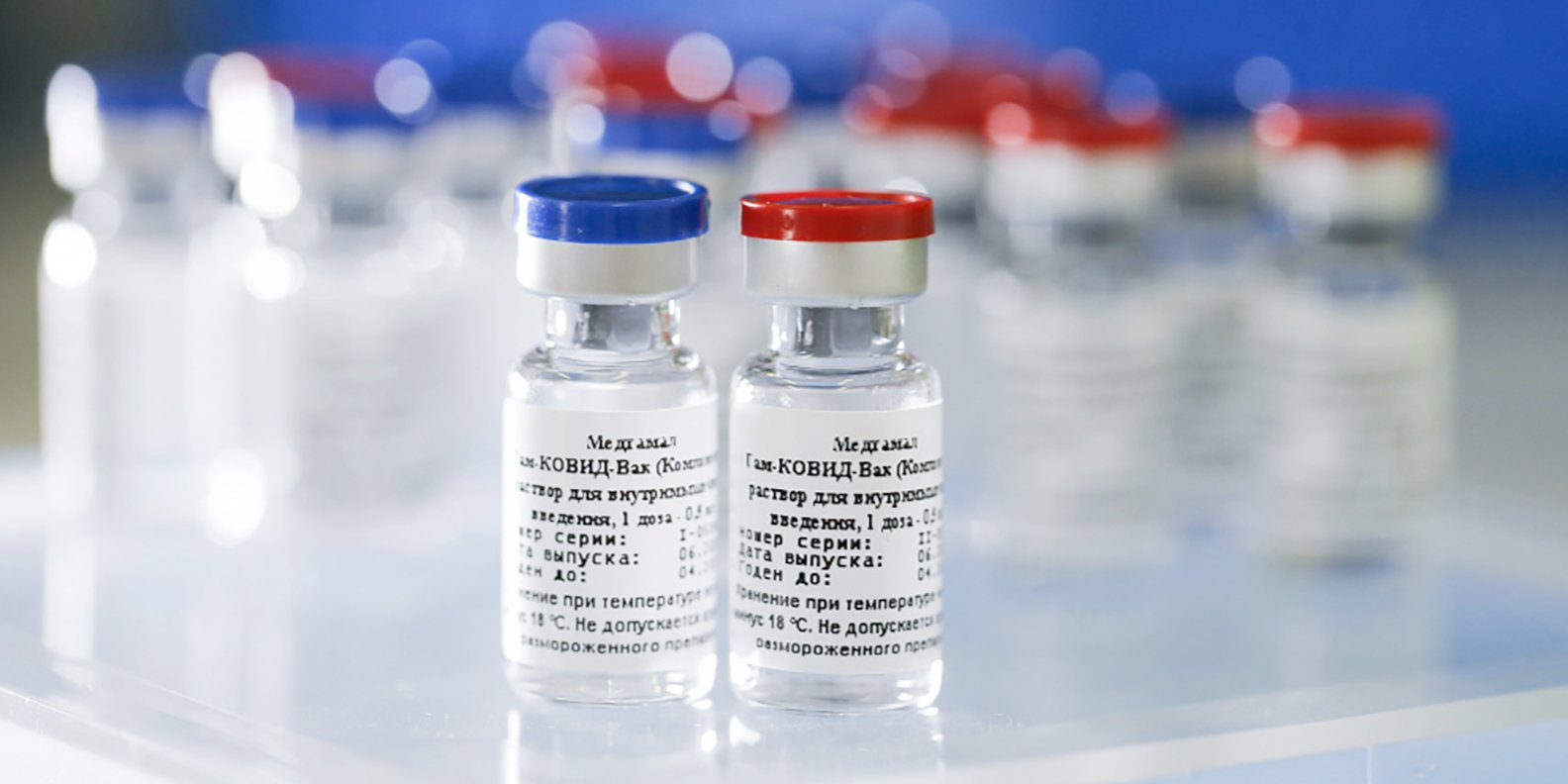
صورة وزارة الصحة الروسية لقوارير لقاح سبوتنيك V المضاد لكوفيد-19

في 18 فبراير 2021، بدأت التقارير تتحدث عن عملية سرية مزعومة لإنشاء مركز تطعيم "VIP" في مبنى وزارة الصحة.
في 19 فبراير 2021، وبعد أن بدأت إصدارات العملية المزعومة في الظهور، قرر الصحفي هوراسيو فيربيتسكي، أحد الذين تم تطعيمهم، التعليق على الحدث في برنامج إذاعي، مشيرًا إلى أنه تم تطعيمه في مقر وزارة الصحة:
"اتصلت بصديقي القديم خينيس غونزاليس غارسيا، الذي أعرفه منذ فترة طويلة قبل أن يصبح وزيراً، وأخبرني أنني يجب أن أذهب إلى مستشفى بوساداس [...] عندما كنت على وشك الذهاب تلقيت رسالة "من سكرتير خينيس، الذي أخبرني أن فريقًا من الملقحين من بوساداس سوف يأتي إلى الوزارة ويعطيني اللقاح."

وقد كشف تقرير الحدث في وسائل الإعلام عن أشخاص آخرين كان من الممكن أن يتم تطعيمهم في انتهاك للقيود التي يمليها البروتوكول؛ ومن بينهم خورخي تايانا (عضو مجلس الشيوخ)، وإدواردو فالديز (نائب)، وفلورنسيو ألدري إغليسياس (رجل أعمال، مالك صحيفة (La Capital) في مار ديل بلاتا والعديد من الفنادق)، ودولوريس نويا ألدري (قريب ألدري)، ولورديس نويا ألدري (قريب ألدري)، ودولوريس نويا ألدري (قريب ألدري)، وسالومون شاختر (طبيب صدمات، أستاذ فخري في جامعة بوينس آيرس)، وسيزا مانوكيان (رجل أعمال). وذكرت صحيفة (La Nación) أن خينيس غونزاليس غارسيا حجز 3000 جرعة لتوزيعها على الشخصيات السياسية، وأن ابن أخيه تلقى جرعة أيضًا.
وكشفت الصحافة أيضًا أن النقابي هوغو مويانو وزوجته وابنهما الأصغر قد تلقوا التطعيم. أشار مويانو لاحقًا إلى أن حالته لم تكن حالة "شخصية مهمة تم تطعيمها"، مؤكدًا أنه تلقى اللقاح (من بين اللقاحات التي قدمتها حكومة مدينة بوينس آيرس لموظفي الصحة) لكونه رئيسًا لمؤسستين اجتماعيتين، وأقاربه لعملهم في مصحة.
في 22 فبراير، أصدرت الحكومة قائمة بالأشخاص الذين تم تطعيمهم في مستشفى بوساداس بناءً على طلب وزارة الصحة. انتشرت على وسائل التواصل الاجتماعي بعض الأخبار الكاذبة حول قوائم مزعومة للمتلقين للتطعيم، بما في ذلك أسماء المشاهير مثل مقدمي البرامج التلفزيونية أليخاندرو فانتينو، ومارسيلو تينيلي، وأنخيل دي بريتو، والممثل بابلو إيشاري، والرئيس السابق ماوريسيو ماكري.

## العواقب

### استقالة خينيس غونزاليس غارسيا
بمجرد الإعلان عن الفضيحة، طلب الرئيس ألبرتو فرنانديز استقالة خينيس غونزاليس غارسيا. قدم غونزاليس غارسيا خطاب استقالته، زاعمًا أن هناك "خطأ غير مقصود" من جانب سكرتيره الخاص. تم قبول الاستقالة شاكرين "المسؤول المستقيل على الخدمات القيمة التي قدمها في أداء منصبه"، وتم استبداله بكارلا فيزوتي في 20 فبراير.

### الشكاوى القانونية والتحقيق
بعد الفضيحة، تم تقديم خمسة عشر شكوى إلى المحكمة الفيدرالية ضد خينيس غونزاليس غارسيا، وكارلا فيزوتي، وألبرتو فرنانديز، وهوغو مويانو، وهوراشيو فيربيتسكي، وخورخي تايانا، وإدواردو فالديس، من بين آخرين.
وجّه المدعي العام الفيدرالي غييرمو ماريجوان رسميًا اتهامات إلى خينيس غونزاليس غارسيا وهوراسيو فيربيتسكي بزعم "إساءة استخدام السلطة وعدم الامتثال لمسؤول عام"، مشيرًا إلى أن "هذا يشكل جريمة منصوص عليها في المادة 248 من قانون العقوبات"، ووصف الفعل بأنه "عمل ذو خطورة مؤسسية غير عادية".
وقد انتقلت القضية إلى محكمة ماريا أوجينيا كابوتشيتي، ويتولى التحقيق فيها المدعي العام إدواردو تايانو، الذي اتهم غونزاليس غارسيا من حيث المبدأ بـ "إساءة استخدام السلطة". وعلى نحو مماثل، اعتبر تايانو أن "هذا عمل ذو خطورة مؤسسية غير عادية لأنه لا يمتثل لواجبات الموظف العام فحسب، بل إنه يمنع أيضًا شخصًا يُعتبر معرضًا لخطر أكبر ويحتاج إلى التطعيم من القيام بذلك".
في 22 فبراير، نفذت الشرطة وموظفو القضاء مداهمة لمقر وزارة الصحة، حيث تم ضبط وثائق وصور من كاميرات المراقبة للتحقق من صحة ما تم التنديد به والتحقق من وجود المزيد من الملقحين.

### ردود أفعال السياسيين الآخرين
صرّح زعيم الاتحاد المدني الراديكالي ألفريدو كورنيجو بأن "الحزب الحاكم دمر للتو أمل الأرجنتينيين". صرّحت رئيسة الحزب الجمهوري المقترح باتريشيا بولريتش بأنه "في الأرجنتين هناك فئتان من الناس: المواطنون الذين يدفعون الضرائب ومعها لقاحاتهم، وأصدقاء السلطة الذين يذهبون إلى الوزارة ويتلقون التطعيم".
وفي مجلس النواب الأرجنتيني، تم تقديم طلب استجواب إلى رئيس مجلس الوزراء، سانتياغو كافييرو، بشأن فضيحة تطعيم الشخصيات المهمة.
وقد تم تقديم طلبات التقارير، سواء إلى الحكومة الوطنية أو إلى حكومة مقاطعة بوينس آيرس، من قبل العديد من المشرعين.

### ردود الفعل من المعنيين
قال إدواردو فالديز إن "خينيس أرسلني إلى وزارة الصحة لتلقي التطعيم"، مشيرا إلى أنه "تم استدعاؤنا للتطعيم، وكان هناك أربعة أطباء، ولا يوجد شيء غير قانوني. هنا لا يمكن الحصول على التطعيم بشكل غير قانوني لأن كل شيء مكتوب، وهناك سجل" وأن "المرافقين يغادرون في ليالي الأحد ويبدو لي أن هذا هو الشيء الصحيح الذي يجب القيام به لشخص في مثل عمري".
وفي بيان مشترك، زعم تايانا وفالديس أنهما "لم يُمارسا أبدًا أي امتياز" للوصول إلى اللقاح وأن حالاتهما تنطبق على فئة الأولوية من الموظفين الاستراتيجيين: "أي شخص يطور وظائف الإدارة و/أو القيادة وينفذ الاستراتيجيات اللازمة لحسن سير عمل الدولة"، كما هو منصوص عليه في الخطة الاستراتيجية للتطعيم ضد كوفيد-19 في الأرجنتين.

### آخرون
قام الصحفي روبرتو نافارو بطرد فيربيتسكي من محطة الراديو الخاصة به "إل ديستابي" (El Destape)، قائلاً إن "ما فعله غير أخلاقي". بدوره، نأى مركز الدراسات القانونية والاجتماعية (CELS)، وهي المنظمة التي يعد فيربيتسكي عضوًا فيها، بنفسه أيضًا عن الموقف وأعرب عن رفضه على حسابه على تويتر، قائلاً: "تلقينا أنباء تفيد بأن رئيس منظمتنا تم تطعيمه خارج النظام القائم، من خلال سلسلة من الخدمات وعلى أساس شخصي، بينما كنا نحاول، مثل أي شخص آخر، الحصول على موعد لكبار السن في عائلاتنا".
أقال الرئيس ألبرتو فرنانديز السيناتور خورخي تايانا والنائب إدواردو فالديز، المتهمين بتلقي التطعيم بشكل غير منتظم، من وفد رحلة رسمية إلى المكسيك.

## احتجاجات
في 27 فبراير 2021، أقيمت مظاهرة دعت إليها المعارضة، وبحضور شخصيات مثل رئيسة الحزب الجمهوري المقترح، باتريشيا بولريتش، والمرشح الرئاسي السابق خوسيه لويس إسبيرت. احتج عدد كبير من الناس أمام البيت الوردي. كما اندلعت احتجاجات في مناطق أخرى من البلاد، بما في ذلك باريلوتشي، وقرطبة، ونيوكوين، وأمام كوينتا دي أوليفوس. وفي هذا المكان الأخير كانت هناك مواجهات جسدية بين المتظاهرين المعارضين وآخرين يرتدون شعارات الكونفدرالية العامة للعمال.
قامت مجموعة من المتظاهرين، المنتمين إلى مجموعة (Jóvenes Republicanos) ("الجمهوريون الشباب")، الجناح الشبابي للحزب الجمهوري المقترح، بتعليق أكياس الجثث على بوابة دار الحكومة، والتي تمثل، وفقًا لهم، الأشخاص الذين كانوا ليموتوا من كوفيد-19 لأن اللقاحات التي كان من الممكن أن تصل إليهم تم تطبيقها على الأشخاص المتورطين في الفضيحة. كانت الأكياس تحمل جملة (Estaba esperando la vacuna, pero se la aplicó...) ("كان ينتظر اللقاح، لكن تم تطبيقه بدلاً من ذلك على...") تليها أسماء بعض الأشخاص المتهمين بتلقي "لقاح كبار الشخصيات"، بما في ذلك: رئيسة منظمة جدات ميدان مايو إستيلا دي كارلوتو، والرئيس السابق إدواردو دوهالده وزوجته هيلدا غونزاليس دي دوهالده، وأصهار رئيس مجلس النواب سيرجيو ماسا، والسفير البرازيلي والمرشح الرئاسي السابق دانييل سيولي. ومع ذلك، فسر بعض الناس أكياس الجثث على أنها تمثل الأشخاص الذين طبعت أسماؤهم عليها، ويتمنون موتهم، وأدانوا شكل الاحتجاج. ومن بين الذين أدانوا ذلك كان الرئيس ألبرتو فرنانديز، إلى جانب رئيس مجلس الوزراء، ووزراء الداخلية والدفاع، ومنظمات حقوق الإنسان المختلفة. وانتقدت رئيسة منظمة جدات بلازا وأشارت إلى أن محامي المنظمة سوف يسعون إلى إيجاد طريقة "لإدانة الأحداث من القانون". وأيد الرئيس السابق ماوريسيو ماكري المظاهرة، دون الإشارة إلى الجدل الدائر حول أكياس الجثث. دافع مجموعة (Jóvenes Republicanos) عن الأمر، معتبرين أنه "يمثل بوضوح الأرجنتينيين الذين ماتوا بسبب التعامل غير المسؤول مع الوباء".